# Flughafen Tunica

i8
i11
i13
Der Tunica Municipal Airport (IATA-Code: UTM, ICAO-Code: KUTA) ist ein öffentlicher Flughafen auf 59 m Seehöhe, 2 km östlich von Tunica, im Tunica County, Mississippi in den Vereinigten Staaten. Die Fläche des Flughafens beträgt 349 ha. Er hat eine Asphaltpiste mit 2591 m Länge und 46 m Breite.

## Geschichte
Tunica Municipal gilt als einer der mehrfachen Nutznießer von Umsatzsteuereinnahmen, die durch die Hinzufügung von Kasinos zum Landkreis generiert wurden, nachdem die Legislative von Mississippi die Einführung von Glücksspielhäusern genehmigt hatte. Das Wachstum der Region Tunica Resorts zum drittgrößten Glücksspielziel hinter Las Vegas, Nevada und Atlantic City, New Jersey,  unterstützte die Bemühungen, den Flugdienst über Charterflüge hinaus auszuweiten.
Der Flughafen wurde 2003 mit einer 5500 Fuß (1676 m) langen Landebahn eröffnet. Ein 5,6-Millionen-Dollar-Projekt im Jahr 2004 verlängerte die Landebahn auf 7000 Fuß (2133 m), lang genug, um größere Flugzeuge aufzunehmen. Im Jahr 2005 erhielt Tunica seine Teil-139-Zertifizierung, um große Jets von der Federal Aviation Administration zuzulassen. Der erste große Jet, eine Boeing 737 mit 125 Passagieren, die von Gold Transportation für Harrah's Entertainment betrieben wird, landete im November 2005 in Tunica. Vor diesem Flug hatte das größte Flugzeug, das in Tunica gelandet war, 30 Passagiere. Im Mai 2006 nahm Boston-Maine Airways, die als Pan Am Clipper Connection operiert, Tunicas ersten Liniendienst mit drei Boeing 727-Flügen pro Woche vom Internationalen Flughafen Hartsfield-Jackson Atlanta auf. Dieser Dienst endete 2006, als die Fluggesellschaft ihre Strecken von Atlanta verlor. Trotz des Wegfalls des Clipper Connection-Dienstes fliegen Casino-Charter nach Tunica mit wachsendem Passagieraufkommen. Im Jahr 2007 hatte der Flughafen fast 50.000 Charterpassagiere. Der Charterverkehr wuchs weiter mit der Ankündigung, dass Allegiant Air im Rahmen eines Vertrags mit Harrah’s Entertainment zwei Allegiant-Flugzeuge in Tunica stationieren würde, um Kunden nach Tunica, New Orleans, St. Louis und Council Bluffs, Iowa, zu befördern. Im Jahr 2008 betrug der gesamte Passagierverkehr nach Tunica mehr als 57.000 Personen. Tunica hat ein 40-Millionen-Dollar-Projekt abgeschlossen, um die Landebahn auf 8.500 (2591) Fuß zu verlängern, die Rollbahn zu verlängern und einen neuen Hangar zu bauen. Der Flughafen eröffnete das kommerzielle Terminal im Jahr 2011. [Update erforderlich] Das Passagierterminal ersetzte das provisorische Terminalgebäude, das seit der Eröffnung des Flughafens in Betrieb war.
AirTran Airways begann am 6. Mai 2010 mit Boeing 717-Flugzeugen mit Nonstop-Flügen von Tunica nach Atlanta. Es war der erste reguläre kommerzielle Dienst des Flughafens seit 2006. AirTran beendete jedoch den Dienst am 2. Mai 2011. Vision Airlines startete den Dienst nach Destin/Fort Walton am 1. Juni 2011, stellte die Strecke jedoch einige Monate später ein und hinterließ den Flughafen ohne kommerziellen Linienverkehr. Republic Airlines eröffnete einige Jahre später den Charterdienst von  Youngstown, Ohio, einer Strecke, die jetzt von Elite Airways betrieben wird. Der Flughafen Tunica schloss 2015 den Bau eines zweiten 20.000 Quadratfuß (1858 m²) großen Hangars ab. Der Flughafen fügte dem Flugplatz 2021 einen T-Hangar mit 10 Buchten hinzu.

## Flugbetrieb
Im Jahre 2021 haben 10.943 Flugbewegungen stattgefunden, davon 5.942 lokale Bewegungen, 4.620 Zwischenlandungen, 240 Air-Taxi-Flüge, und 24 Frachtflüge und 106 militärische Flüge. 16 einmotorige und 6 zweimotorige Flugzeuge, 2 Jetflugzeuge und 2 Helikopter waren 2021 hier stationiert.
Die wichtigste Fluggesellschaft für den Flughafen ist heute Contour Aviation.